# Campeonato Mundial de Atletismo de 2013
Campeonato Mundial de Atletismo de 2013 foi o 14º campeonato mundial bienal do esporte realizado em Moscou, Rússia, entre 10 e 18 de agosto daquele ano, sob organização da Associação Internacional de Federações de Atletismo – IAAF e da Federação Russa de Atletismo (Всероссийская федерация лёгкой атлетики) – ВФЛА. As competições ocorreram no Estádio Lujniki, antigo Estádio Central Lenin e Estádio Olímpico durante os Jogos Olímpicos de 1980,  com a participação de 1784 atletas de 203 países e a assistência de 268.548 espectadores, ultrapassando o número total do campeonato anterior, em Daegu 2011.
A Rússia venceu o torneio realizado em casa, a primeira vez na história dos mundiais que o país anfitrião liderou o quadro de medalhas, com um total de sete medalhas de ouro, seguida pelos Estados Unidos e pela Jamaica, com seis cada, mas em 2016 perdeu uma delas por doping e acabou ficando em segundo lugar; os norte-americanos conquistaram o mesmo número mas foram os que mais conquistaram medalhas, com 25 no total. Este campeonato também viu o jamaicano Usain Bolt tornar-se o mais bem sucedido atleta em campeonatos mundiais, com um total de oito medalhas de ouro e duas de prata conquistadas em mundiais de atletismo. Antes do início da campetição, quatro velocistas foram banidos por falharem em exames anti-doping.

## Local
O local das competições, Estádio Lujniki, que faz parte do Complexo Olímpico Lujniki, foi originalmente construído em 1956 com o nome de Estádio Central Lenin e tornou-se o principal estádio esportivo da então União Soviética. Com uma capacidade total de 103.000 espectadoes à época, ele foi o principal palco dos Jogos Olímpicos de Moscou 1980, onde foram realizadas as cerimônias de abertura e encerramento daqueles Jogos, assim como partidas de futebol e competições de hipismo, além de ser o local das disputas de atletismo. Passando a chamar-se Lujnick após o fim da URSS, depois de uma grande reforma em 1996 ele recebeu teto sobre toda a arquibancada, cadeiras e telões e sua capacidade passou a ser de 78.360 lugares.

Estádio Lujniki, completamente modernizado, durante o Mundial.

## Prêmios
O campeonato paga prêmios em dinheiro e esta edição dividiu mais de sete milhões de dólares entre os atletas, incluindo um bônus de US$100.000 dólares para quem estabelecesse um novo recorde mundial em sua modalidade. Os principais prêmios foram:
| Eventos individuais – $60.000 – $30.000 – $20.000 4° lugar: $15.000 5º lugar: $10.000 6° lugar: $6.000 7º lugar: $5.000 8° lugar: $4.000 | Eventos por equipe – $80.000 – $40.000 – $20.000 4° lugar: $16.000 5º lugar: $12.000 6° lugar: $8.000 7º lugar: $6.000 8° lugar: $4.000 |

## Controvérsias
Em junho daquele ano, a introdução de uma lei federal banindo "propaganda homossexual" no país afetou o campeonato. Organismos internacionais condenaram a promulgação da lei mesmo antes do evento, que ocorreu meses antes dos Jogos Olímpicos de Inverno de Sochi, também na Rússia, no ano seguinte. O político russo Vitaly Milonov, um cruzado contra a homossexualidade, declarou que as leis seriam aplicadas tanto para cidadãos russos quanto para atletas ou turistas na época do campeonato. Para as vozes que se levantaram pedindo o boicote ao Mundial e aos subsequentes Jogos de Inverno, Milonov declarou que as "competições esportivas são um lugar onde não deve haver nenhuma política".
Atletas de diferentes países manifestaram preocupação com o fato e com os direitos dos homossexuais na Rússia, mas nenhum boicotou o evento. Mesmo assim, demontrações de apoio aos gays ocorreram durante o Mundial. Duas atletas suecas,  Emma Green Tregaro do salto em altura e a velocista Moa Hjelmer, apareceram para suas qualificatórias com unhas pintadas na cor do arco-íris, fato notado e transmitido pela televisão. A IAAF notificou a Federação Sueca de Atletismo que o gesto era uma brecha nas regras de conduta dos atletas. Os suecos defenderam sua atleta mas ela encerrou a polêmica aparecendo para sua final com as unhas pintadas de vermelho como "símbolo do amor". Mesmo assim, durante a final do salto em altura, nas tribunas do estádio o ministro da Cultura e Esporte da Finlândia, Paavo Arhinmäki, apareceu balançando uma bandeira com as cores do arco-íris em apoio a Tregaro.

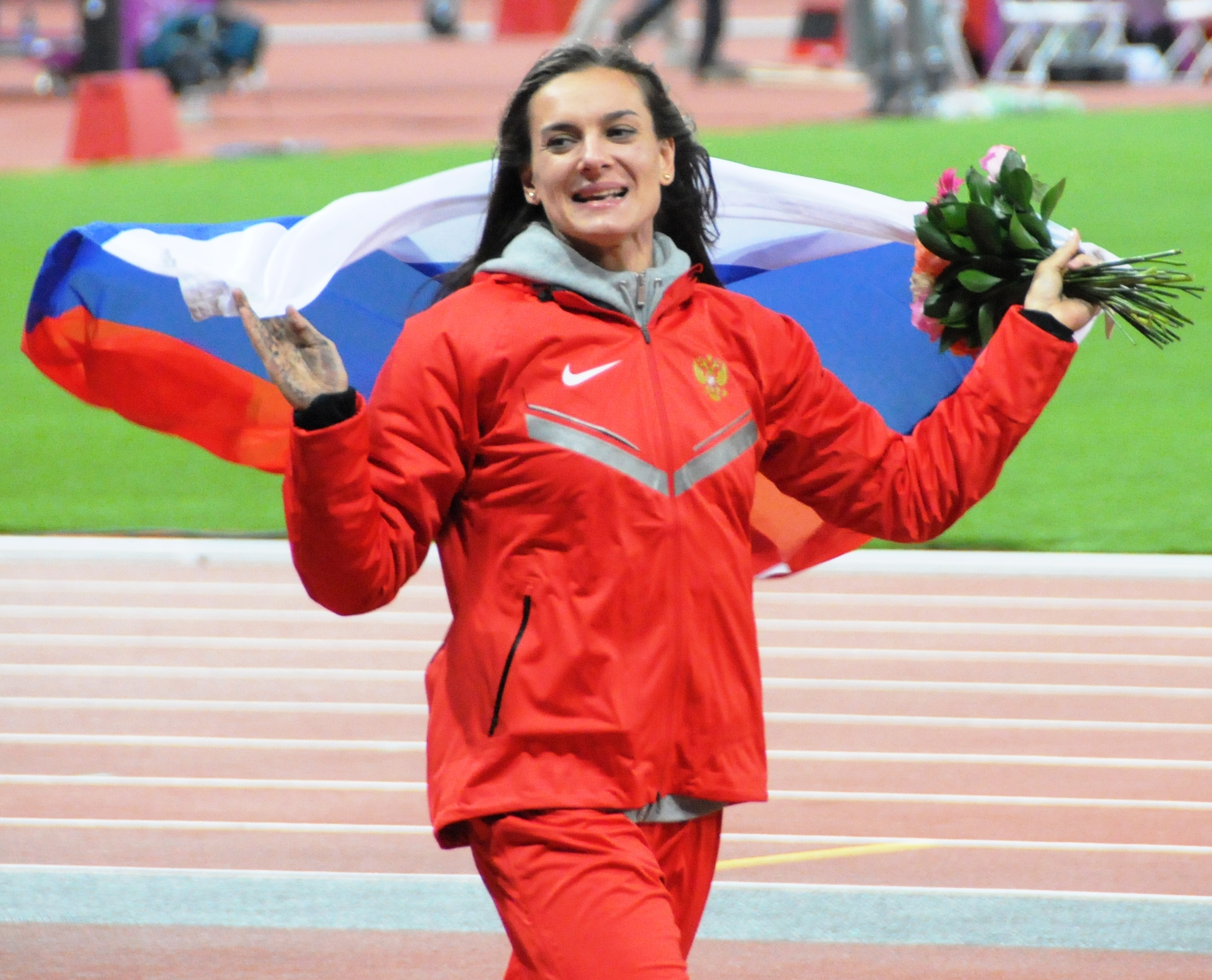
Yelena Isinbayeva, envolvida em polêmica no campeonato.

A russa Yelena Isinbayeva, campeã olímpica e mundial do salto com vara e de grande popularidade no país, causou polêmica ao dar declarações públicas criticando o ato das suecas. Ela disse que os protestos eram desrespeitosos com relação ao país anfitrião e suas leis e comentou, em inglês, que eles, russos, "se consideravam um povo normal e comum, onde meninos e meninas e homens e mulheres se relacionavam normalmente" e que se eles tinham suas leis todos deveriam respeitar. "Quando vamos a outros países tentamos seguir as regras do lugar". Criticada em declarações de outros atletas e pela mídia ocidental, ela declarou que havia sido mal-entendida por causa de sua compreensão da língua inglesa: "O que eu quis dizer é que as pessoas devem respeitar as leis de outros países especialmente quando são convidados. Mas quero deixar claro que respeito as ideias de meus colegas atletas e quero declarar nos termos mais fortes que eu me oponho a qualquer discriminação contra homossexuais por causa de sua sexualidade, o que por sinal é contra a Carta Olímpica".
Durante a competição houve a deserção de um atleta cubano. Orlando Ortega, corredor dos 110 m c/ barreiras, desertou de sua delegação nacional e não retornou a Cuba com a equipe ao fim do campeonato. Ortega havia sido punido com uma suspensão disciplinar de seis meses pela Federação Cubana de Atletismo no começo do ano por razões não-divulgadas. O presidente da Federação Russa de Atletismo, Valentin Balakhnichev, declarou que não tinha tido qualquer contato com o atleta e que de qualquer maneira a sua federação não tinha intenção de recrutá-lo para nada. Falando na Europa após sua defecção, Ortega esclareceu que sua atitude não tinha relação com a política cubana mas com uma geral falta de atenção dos órgãos esportivos do país com a situação de seus atletas e de que tinha sido punido injustamente, o que tinha afetado seu treinamento para o campeonato. Ele viria a competir nos Jogos Olímpicos da Rio 2016 pela Espanha, onde ficou com a medalha de prata.

## Doping

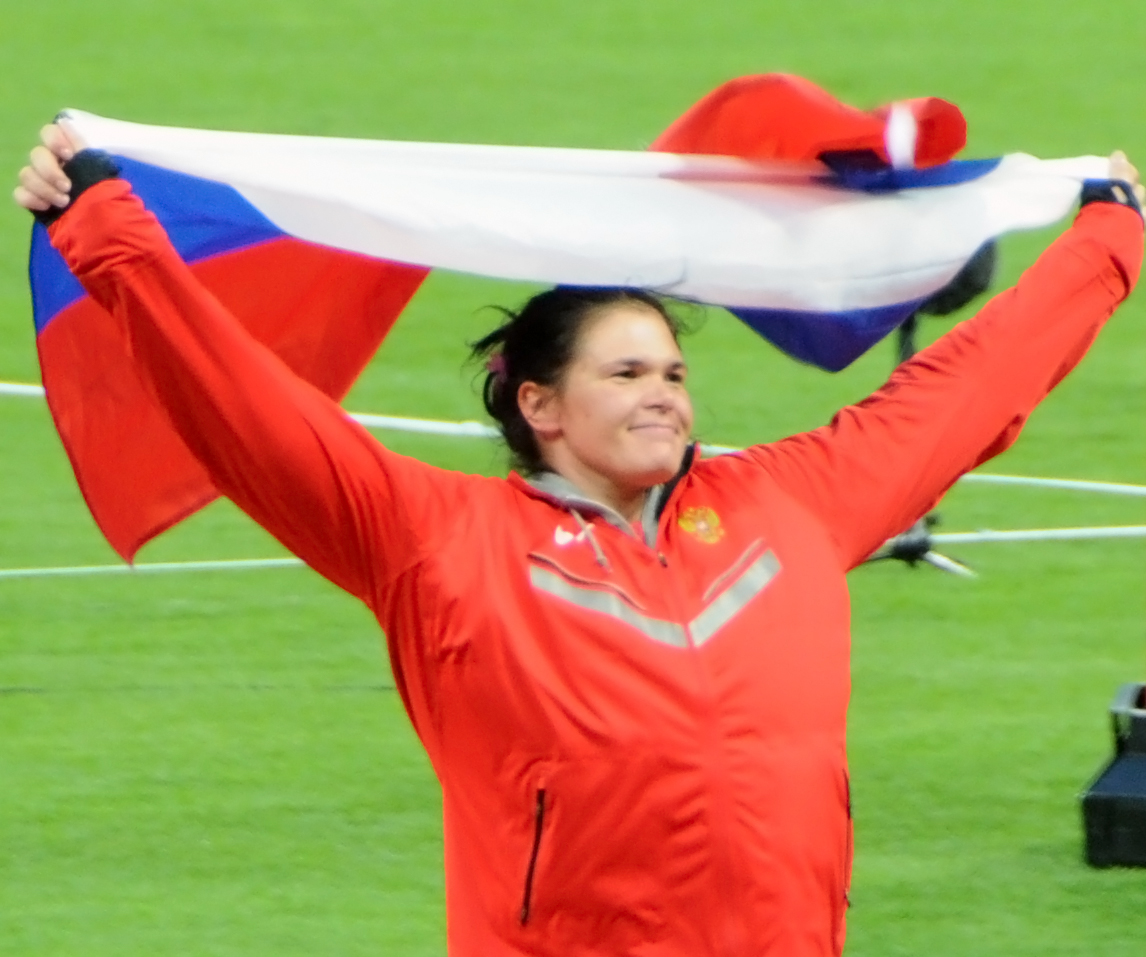
Darya Pishchalnikova, punida por doping antes do campeonato começar.

A IAAF coletou amostras de sangue de todos os atletas participantes, seguindo o mesmo procedimento usado em Daegu 2011, de acordo com seu programa de verificação  do Passaporte Biológico dos Atletas. Este programa ajuda a Federação Internacional a detectar o uso potencial de substâncias proibidas, incluindo esteróides, crescimento de hormônio humano, EPO e doping de sangue. Além dos testes de sangue obrigatórios, a IAAF também fez cerca de 500 testes de urina nos atletas, dividdos em três grupos: todos os medalistas, portadores de anomalias nos passaportes biológicos e testes  aleatórios. Continuando com os procedimentos iniciados no Mundial de Helsinque 2005, todos as amostras de urina foram estocadas para permitir futuros testes com tecnologia mais avançada. Todas as amostras foram processadas pelo laboratório anti-doping de Moscou, creditado junto à WADA.
Nos meses anteriores ao campeonato, 40 atletas russos foram suspensos por doping. Os mais proeminentes deles foram a lançadora de disco Darya Pishchalnikova, prata em Londres 2012, e a lançadora de martelo Olga Kuzenkova, campeã olímpica em Atenas 2004. O presidente da FRA, Valentin Balakhnichev, apoiou as suspensões numa tentativa de demostrar o aumento da efetividade da RUSADA, a agência anti-doping russa, criada três anos antes. Um mês antes do início das competições, o  jornal britânico The Mail on Sunday, após longa investigação publicou que Grigory Rodchenkov, o chefe da agência anti-doping de Moscou, havia sido preso por acusações de distribuição de drogas, mas as acusações foram retiradas e ele liberado; a irmã dele foi condenada pela compra de drogas proibidas para fornecimento aos atletas.
O ex-técnico russo Oleg Popov e o velocista dos 400 m  Valentin Kruglyakov declararam que atletas eram obrigados a se doparem e pagavam fiscais para esconder seus resultados positivos; em resposta, o técnico da equipe nacional de atletismo Valentin Maslakov, assinalou que  Kruglyakov já havia testado positivo para doping e que Popov foi técnico de Lada Chernova, lançadora de dardo que havia sido pega duas vezes em testes de doping. Ele também assinalou que a RUSADA e seus laboratórios eram independentes das federações esportivas.
Os testes de doping feitos na competição revelaram que diversos atletas usaram de drogas no campeonato. O quinto colocado no lançamento de dardo,  Roman Avramenko, da Ucrânia, e a turcomena Yelena Ryabova, dos 200 m rasos, testaram positivo para o esteróide Turinabol; outra velocista dos 200 m, Yelyzaveta Bryzhina, também da Ucrânia, foi banida pelo uso do esteróide drostanolona. Outros casos foram o do velocista afegão Masoud Azizi (nandrolona),  Ayman Kozhakhmetova e Ebrahim Rahimian da marcha atlética (EPO) e o maratonista guatemalteco Jeremias Saloj, também por EPO.

## Recordes
O evento viu a quebra de três recordes do campeonato, dois recordes continentais e 48 recordes nacionais, mas nenhum recorde mundial. O ucraniano Bohdan Bondarenko quebrou um recorde no salto em altura com 20 anos de duração, que pertencia ao cubano Javier Sotomayor desde o Campeonato Mundial de Atletismo de 1993.
| Recorde               | Modalidade                   | Atleta            | País    | Marca   | Anterior                |
| Recorde do campeonato | salto em altura              | Bohdan Bondarenko | Ucrânia | 2,41 m  | 2,40 m – Stuttgart 1993 |
| Recorde do campeonato | lançamento de martelo        | Tatyana Lysenko   | Rússia  | 78,80 m | 77,96 m – Berlim 2009   |
| Recorde do campeonato | revezamento 4x100 m feminino | Jamaica           | Jamaica | 41.29   | 41.47 – Atenas 1997     |

## Quadro de medalhas
| Posição | País                 | Ouro | Prata | Bronze | Total |
| 1       | Estados Unidos       | 6    | 14    | 5      | 25    |
| 2       | Rússia               | 6    | 3     | 6      | 15    |
| 3       | Jamaica              | 6    | 2     | 1      | 9     |
| 4       | Quênia               | 5    | 4     | 3      | 12    |
| 5       | Alemanha             | 4    | 2     | 1      | 7     |
| 6       | Etiópia              | 3    | 3     | 4      | 10    |
| 7       | Grã-Bretanha         | 3    |       | 3      | 6     |
| 8       | República Tcheca     | 2    |       | 1      | 3     |
| 8       | Ucrânia              | 2    |       | 1      | 3     |
| 10      | França               | 1    | 2     | 1      | 4     |
| 11      | Polônia              | 1    | 2     |        | 3     |
| 12      | Colômbia             | 1    |       |        | 1     |
| 12      | Croácia              | 1    |       |        | 1     |
| 12      | Irlanda              | 1    |       |        | 1     |
| 12      | Nova Zelândia        | 1    |       |        | 1     |
| 12      | Suécia               | 1    |       |        | 1     |
| 12      | Trinidad e Tobago    | 1    |       |        | 1     |
| 12      | Uganda               | 1    |       |        | 1     |
| 19      | Austrália            |      | 2     | 1      | 3     |
| 20      | Costa do Marfim      |      | 2     |        | 2     |
| 21      | Canadá               |      | 1     | 4      | 5     |
| 22      | China                |      | 1     | 3      | 4     |
| 23      | Cuba                 |      | 1     | 2      | 3     |
| 24      | Países Baixos        |      | 1     | 1      | 1     |
| 24      | Nigéria              |      | 1     | 1      | 1     |
| 26      | Botswana             |      | 1     |        | 1     |
| 26      | Finlândia            |      | 1     |        | 1     |
| 26      | Hungria              |      | 1     |        | 1     |
| 26      | Itália               |      | 1     |        | 1     |
| 26      | Catar                |      | 1     |        | 1     |
| 31      | Espanha              |      |       | 2      | 2     |
| 31      | Sérvia               |      |       | 2      | 2     |
| 33      | Djibuti              |      |       | 1      | 1     |
| 33      | República Dominicana |      |       | 1      | 1     |
| 33      | Estônia              |      |       | 1      | 1     |
| 33      | Japão                |      |       | 1      | 1     |
| 33      | México               |      |       | 1      | 1     |
| 33      | África do Sul        |      |       | 1      | 1     |

## Medalhistas

### Masculino
| Evento                         | Ouro                                                                        | Ouro     | Prata                                                                          | Prata    | Bronze                                                                          | Bronze   |
| 100 m detalhes                 | Usain Bolt · Jamaica                                                        | 9.77     | Justin Gatlin · Estados Unidos                                                 | 9.85     | Nesta Carter · Jamaica                                                          | 9.95     |
| 200 m detalhes                 | Usain Bolt · Jamaica                                                        | 19.66    | Warren Weir · Jamaica                                                          | 19.77    | Curtis Mitchell · Estados Unidos                                                | 20.04    |
| 400 m detalhes                 | LaShawn Merritt · Estados Unidos                                            | 43.74    | Tony McQuay · Estados Unidos                                                   | 44.40    | Luguelín Santos · República Dominicana                                          | 44.52    |
| 800 m detalhes                 | Mohammed Aman · Etiópia                                                     | 1:43.31  | Nick Symmonds · Estados Unidos                                                 | 1:43.55  | Ayanleh Souleiman · Djibuti                                                     | 1:43.76  |
| 1500 m detalhes                | Asbel Kiprop · Quênia                                                       | 3:36.28  | Matthew Centrowitz · Estados Unidos                                            | 3:36.78  | Johan Cronje · África do Sul                                                    | 3:36.83  |
| 5000 m detalhes                | Mo Farah · Grã-Bretanha                                                     | 13:26.98 | Hagos Gebrhiwet · Etiópia                                                      | 13:27.26 | Isiah Koech · Quênia                                                            | 13:27.26 |
| 10000 m detalhes               | Mo Farah · Grã-Bretanha                                                     | 27:21.71 | Ibrahim Jeilan · Etiópia                                                       | 27:22.23 | Paul Tanui · Quênia                                                             | 27:22.61 |
| Maratona detalhes              | Stephen Kiprotich · Uganda                                                  | 2:09:51  | Lelisa Desisa · Etiópia                                                        | 2:10:12  | Tadese Tola · Etiópia                                                           | 2:10:23  |
| 110 m c/ barreiras detalhes    | David Oliver · Estados Unidos                                               | 13:00    | Ryan Wilson · Estados Unidos                                                   | 13:13    | Sergei Shubenkov · Rússia                                                       | 13:24    |
| 400 m c/ barreiras detalhes    | Jehue Gordon · Trinidad e Tobago                                            | 47.69    | Michael Tinsley · Estados Unidos                                               | 47.70    | Emir Bekrić · Sérvia                                                            | 48.05    |
| 3000 m c/ obstáculos detalhes  | Ezekiel Kemboi · Quênia                                                     | 8:06.01  | Conseslus Kipruto · Quênia                                                     | 8:06.37  | Mahiedine Mekhissi-Benabbad · França                                            | 8:07.86  |
| Marcha 20 km detalhes          | Chen Ding · China                                                           | 1:21:09  | Miguel Ángel López · Espanha                                                   | 1:21:21  | João Vieira · Portugal                                                          | 1:22:05  |
| Marcha 50 km detalhes          | Robert Heffernan · Irlanda                                                  | 3:37:56  | Jared Tallent · Austrália                                                      | 3:40:03  | Ihor Hlavan · Ucrânia                                                           | 3:40:39  |
| 4x100 m detalhes               | Jamaica · Nesta Carter · Kemar Bailey-Cole · Nickel Ashmeade · Usain Bolt   | 37.36    | Estados Unidos · Charles Silmon · Mike Rodgers · Mookie Salaam · Justin Gatlin | 37.66    | Canadá · Gavin Smellie · Aaron Brown · Dontae Richards-Kwok · Justyn Warner     | 37.92    |
| 4x400 m detalhes               | Estados Unidos · David Verburg · Tony McQuay · Arman Hall · LaShawn Merritt | 2:58.71  | Jamaica · Rusheen McDonald · Edino Steele · Omar Johnson · Javon Francis       | 2:59.88  | Grã-Bretanha · Conrad Williams · Martyn Rooney · Michael Bingham · Nigel Levine | 3:00.88  |
| Salto com vara detalhes        | Raphael Holzdeppe · Alemanha                                                | 5,89 m   | Renaud Lavillenie · França                                                     | 5,89 m   | Björn Otto · Alemanha                                                           | 5,82 m   |
| Salto em distância detalhes    | Aleksandr Menkov · Rússia                                                   | 8,56 m   | Ignisious Gaisah · Países Baixos                                               | 8,29 m   | Luis Rivera · México                                                            | 8,27 m   |
| Salto triplo detalhes          | Teddy Tamgho · França                                                       | 18,04 m  | Pedro Pablo Pichardo · Cuba                                                    | 17,68 m  | Will Claye · Estados Unidos                                                     | 17,52 m  |
| Salto em altura detalhes       | Bohdan Bondarenko · Ucrânia                                                 | 2,41 m   | Mutaz Essa Barshim · Catar                                                     | 2,38 m   | Derek Drouin · Canadá                                                           | 2,38 m   |
| Arremesso de peso detalhes     | David Storl · Alemanha                                                      | 21,73 m  | Ryan Whiting · Estados Unidos                                                  | 21,57 m  | Dylan Armstrong · Estados Unidos                                                | 21,34 m  |
| Lançamento de disco detalhes   | Robert Harting · Alemanha                                                   | 69,11 m  | Piotr Małachowski Polônia                                                      | 68,36 m  | Gerd Kanter Estônia                                                             | 65,19 m  |
| Lançamento de martelo detalhes | Paweł Fajdek Polônia                                                        | 81,97 m  | Krisztián Pars · Hungria                                                       | 80,30 m  | Lukáš Melich República Tcheca                                                   | 79,36 m  |
| Lançamento de dardo detalhes   | Vítězslav Veselý República Tcheca                                           | 87,17 m} | Tero Pitkämäki · Finlândia                                                     | 87,07 m  | Dmitriy Tarabin · Rússia                                                        | 86,23 m  |
| Decatlo detalhes               | Ashton Eaton · Estados Unidos                                               | 8809 pts | Michael Schrader · Alemanha                                                    | 8670 pts | Damian Warner · Canadá                                                          | 8512 pts |

### Feminino
| Evento                         | Ouro                                                                                     | Ouro     | Prata                                                                                      | Prata    | Bronze                                                                                       | Bronze   |
| 100 m detalhes                 | Shelly-Ann Fraser-Pryce · Jamaica                                                        | 10.71    | Murielle Ahouré · Costa do Marfim                                                          | 10.93    | Carmelita Jeter · Estados Unidos                                                             | 10.94    |
| 200 m detalhes                 | Shelly-Ann Fraser-Pryce · Jamaica                                                        | 22.17    | Murielle Ahouré · Costa do Marfim                                                          | 22.32    | Blessing Okagbare · Nigéria                                                                  | 22.32    |
| 400 m detalhes                 | Christine Ohuruogu · Grã-Bretanha                                                        | 49.41    | Amantle Montsho · Botswana                                                                 | 49.41    | Stephanie McPherson · Jamaica                                                                | 49.99    |
| 800 m detalhes                 | Eunice Sum · Quênia                                                                      | 1:57.38  | Brenda Martinez · Estados Unidos                                                           | 1:57.91  | Alysia Montaño · Estados Unidos                                                              | 1:57.95  |
| 1500 m detalhes                | Abeba Aregawi · Suécia                                                                   | 4:02.67  | Jennifer Simpson · Estados Unidos                                                          | 4:02.99  | Hellen Obiri · Quênia                                                                        | 4:03.86  |
| 5000 m detalhes                | Meseret Defar · Etiópia                                                                  | 14:50.19 | Mercy Cherono · Quênia                                                                     | 14:51.22 | Almaz Ayana · Etiópia                                                                        | 14:51.33 |
| 10000 m detalhes               | Tirunesh Dibaba · Etiópia                                                                | 30:43.35 | Gladys Cherono · Quênia                                                                    | 30:45.17 | Belaynesh Oljira · Etiópia                                                                   | 30:46.98 |
| Maratona detalhes              | Edna Kiplagat · Quênia                                                                   | 2:25:44  | Valeria Straneo · Itália                                                                   | 2:25:58  | Kayoko Fukushi · Japão                                                                       | 2:27:45  |
| 100 m c/ barreiras detalhes    | Brianna Rollins · Estados Unidos                                                         | 12.44    | Sally Pearson · Austrália                                                                  | 12.50    | Tiffany Porter · Grã-Bretanha                                                                | 12.55    |
| 400 m c/ barreiras detalhes    | Zuzana Hejnová República Tcheca                                                          | 52.83    | Dalilah Muhammad · Estados Unidos                                                          | 54.09    | Lashinda Demus · Estados Unidos                                                              | 54.27    |
| 3000 m c/ obstáculos detalhes  | Milcah Cheywa · Quênia                                                                   | 9:11.65  | Lydiah Chepkurui · Quênia                                                                  | 9:12.55  | Sofia Assefa · Etiópia                                                                       | 9:12.84  |
| 4x100 m detalhes               | Jamaica · Carrie Russell · Kerron Stewart · Schillonie Calvert · Shelly-Ann Fraser-Pryce | 41.29    | Estados Unidos · Jeneba Tarmoh · English Gardner · Alexandria Anderson · Octavious Freeman | 42.75    | Grã-Bretanha · Dina Asher-Smith · Ashleigh Nelson · Annabelle Lewis · Hayley Jones           | 42.87    |
| 4x400 m detalhes               | Estados Unidos · Jessica Beard · Natasha Hastings · Ashley Spencer · Francena McCorory   | 3:20.41  | Grã-Bretanha · Eilidh Child · Shana Cox · Margaret Adeoye · Christine Ohuruogu             | 3:22.61  | França · Marie Gayot · Lénora Guion-Firmin · Muriel Hurtis · Floria Gueï · Phara Anacharsis* | 3:24.21  |
| Marcha 20 km detalhes          | Liu Hong · China                                                                         | 1:28.10  | Sun Huanhuan · China                                                                       | 1:28:32  | Elisa Rigaudo · Itália                                                                       | 1:28:41  |
| Salto com vara detalhes        | Yelena Isinbayeva · Rússia                                                               | 4,89 m   | Jennifer Suhr · Estados Unidos                                                             | 4,82 m   | Yarisley Silva · Cuba                                                                        | 4,82 m   |
| Salto em distância detalhes    | Brittney Reese · Estados Unidos                                                          | 7,01 m   | Blessing Okagbare · Nigéria                                                                | 6,99 m   | Ivana Španović · Sérvia                                                                      | 6,82 m   |
| Salto triplo detalhes          | Caterine Ibargüen · Colômbia                                                             | 14,85 m  | Ekaterina Koneva · Rússia                                                                  | 14,81 m  | Olha Saladukha · Ucrânia                                                                     | 14,65 m  |
| Salto em altura detalhes       | Brigetta Barrett · Estados Unidos                                                        | 2,00 m   | Anna Chicherova · RússiaRuth Beitia · Espanha                                              | 1,97 m   | Não concedido                                                                                |          |
| Arremesso de peso detalhes     | Valerie Adams · Nova Zelândia                                                            | 20,88 m  | Christina Schwanitz · Alemanha                                                             | 20,41 m  | Gong Lijiao · China                                                                          | 19,95 m  |
| Lançamento de disco detalhes   | Sandra Perković · Croácia                                                                | 67,99 m  | Mélina Robert-Michon · Alemanha                                                            | 66,28 m  | Yarelys Barrios · Cuba                                                                       | 64,96 m  |
| Lançamento de martelo detalhes | Anita Włodarczyk · Polónia                                                               | 78,46 m  | Zhang Wenxiu · China                                                                       | 75,58 m  | Wang Zheng · China                                                                           | 74,90 m  |
| Lançamento de dardo detalhes   | Christina Obergföll · Alemanha                                                           | 69,05 m  | Kimberley Mickle · Austrália                                                               | 66,60 m  | Mariya Abakumova · Rússia                                                                    | 65,09 m  |
| Heptatlo detalhes              | Hanna Melnychenko · Ucrânia                                                              | 6586 pts | Brianne Theisen-Eaton · Canadá                                                             | 6530 pts | Dafne Schippers · Países Baixos                                                              | 6477 pts |

## Galeria

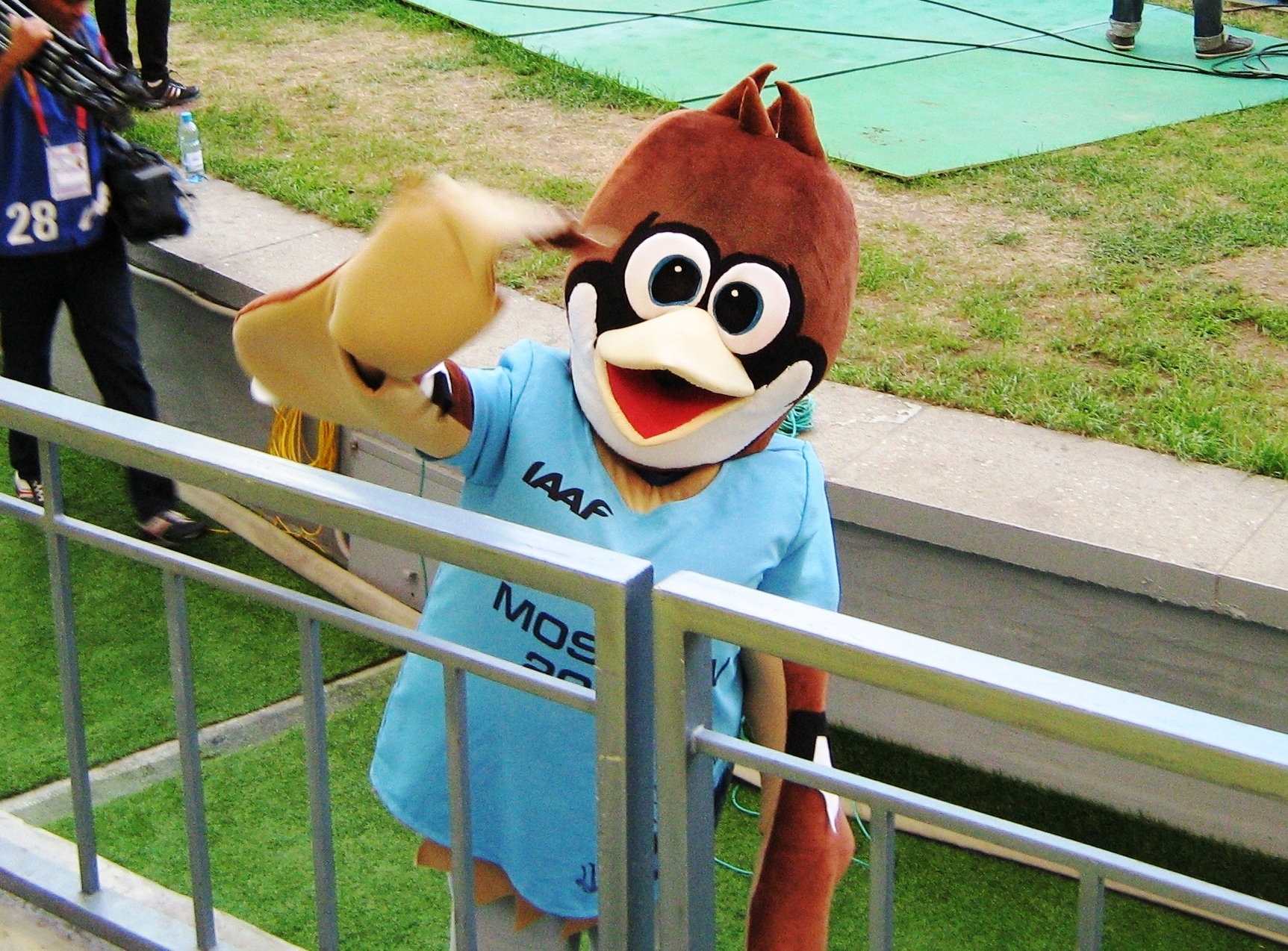
O pardal-mascote do Mundial.
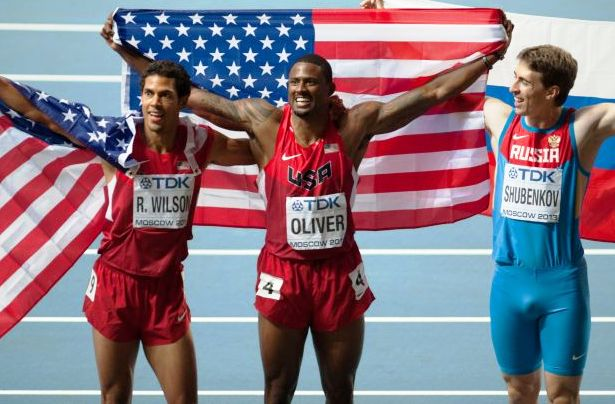
Medalhistas dos 110 m c/ barreiras.
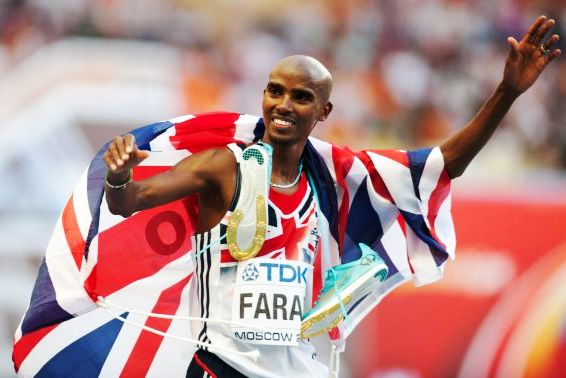
Mo Farah conquistou duas medalhas de ouro, nos 5000 m e 10000 metros.
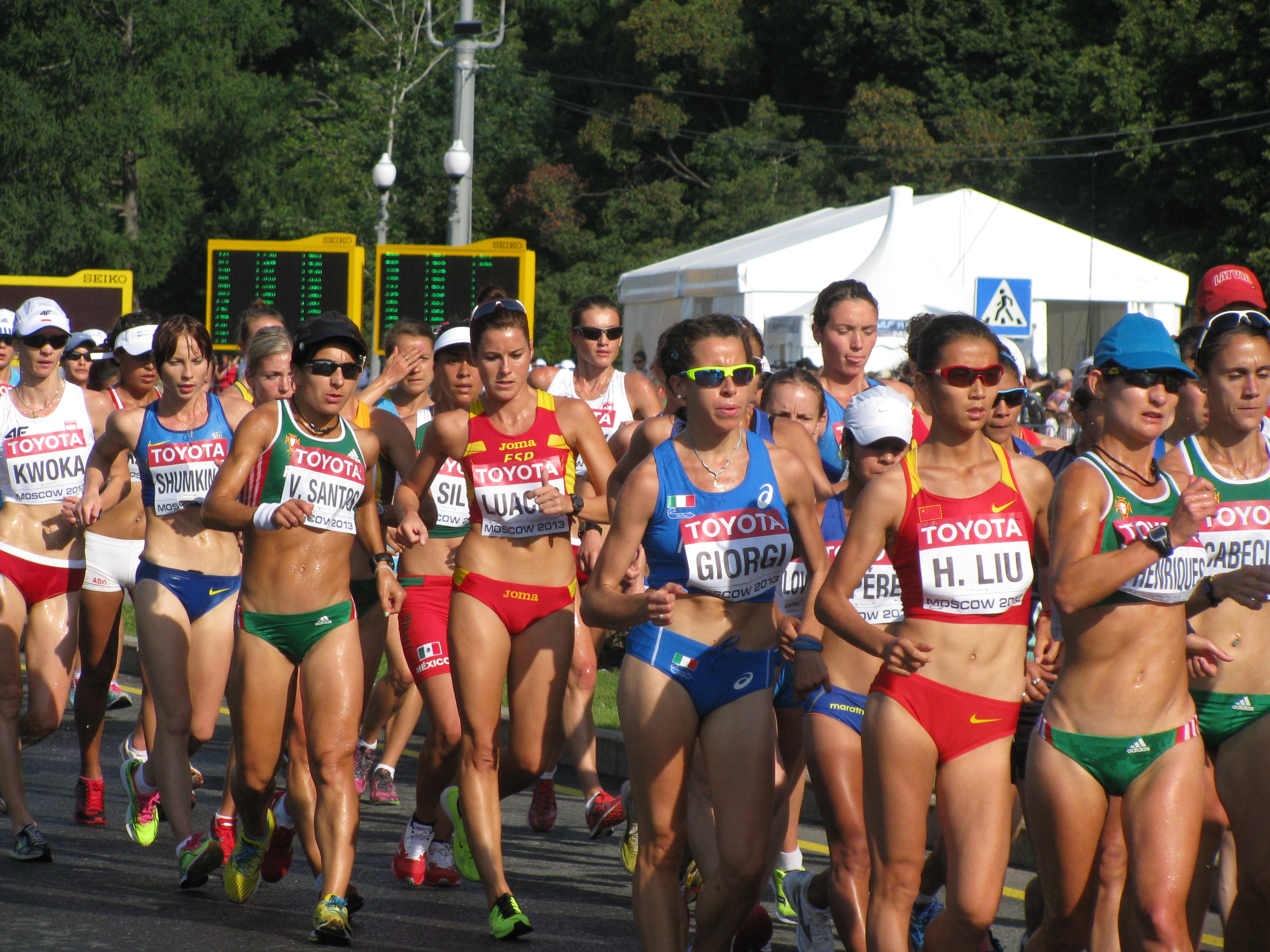
A marcha dos 20 km feminina.
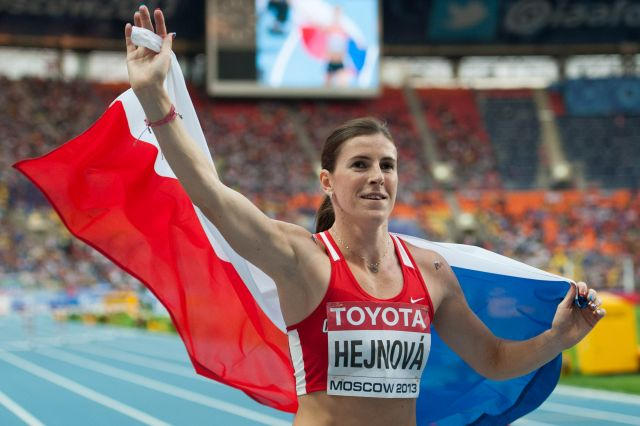
Zuzana Hejnová, da República Tcheca, campeã dos 400 m c/ barreiras.
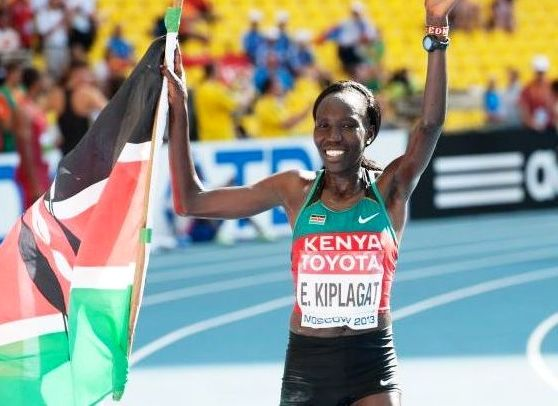
Edna Kiplagat comemora após vencer a maratona.
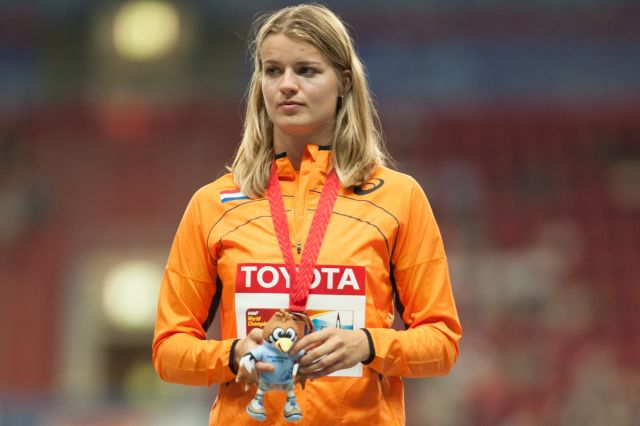
Dafne Schippers, bronze no heptatlo.
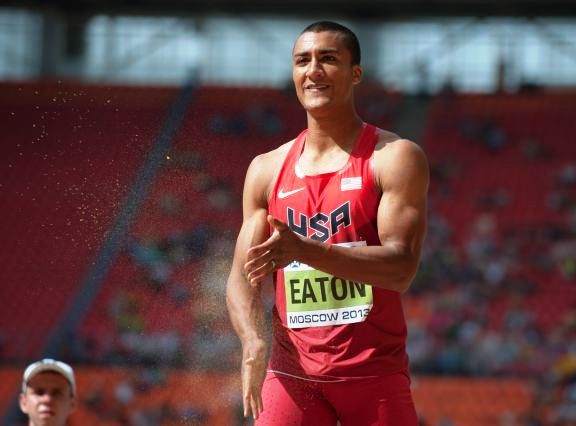
Ashton Eaton, campeão do decatlo.
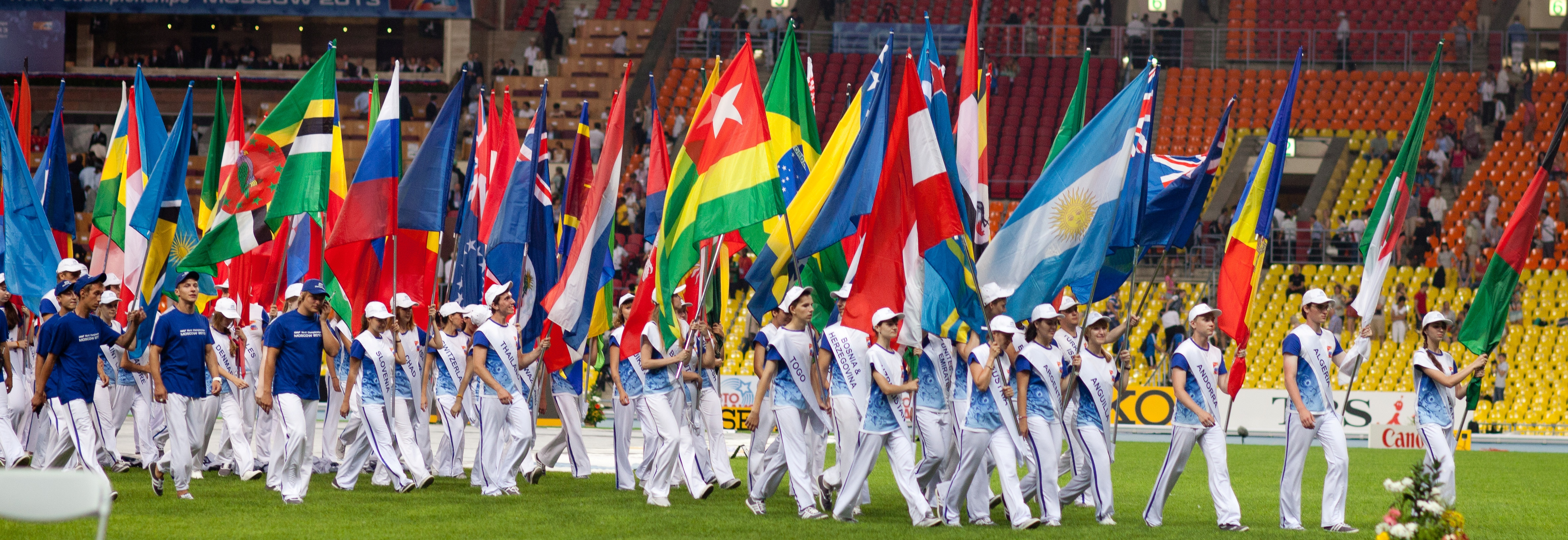
O desfile das bandeiras durante a cerimônia de abertura.